# Anfiteatro romano di Saintes

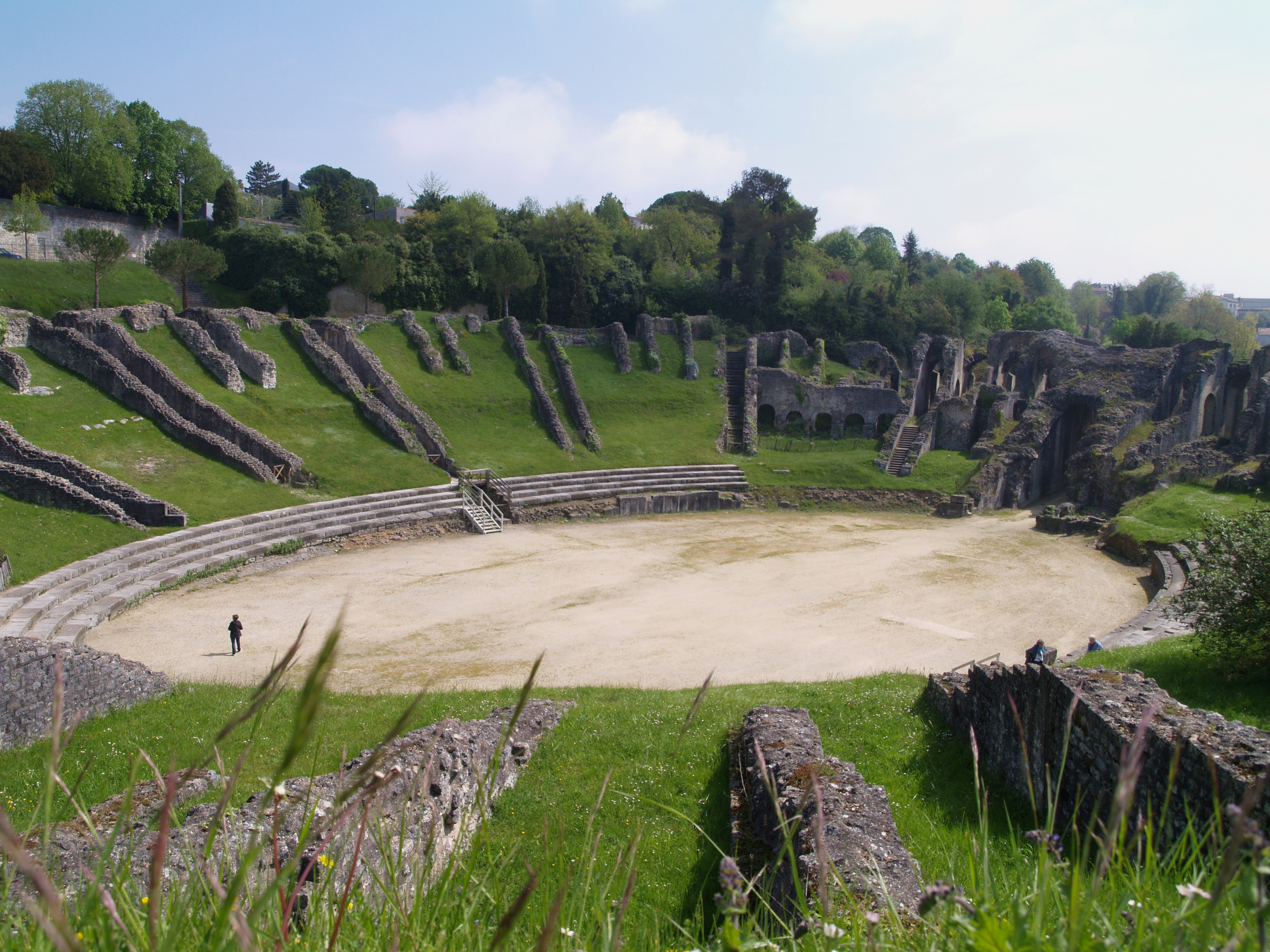
L'anfiteatro romano di Saintes.

L'anfiteatro romano di Saintes venne cominciato durante il regno dell'imperatore Tiberio e terminato sotto Claudio, verso il 40. Era situato nella città di Mediolanum Santonum, capitale della civitas santonum (città dei Santoni, una suddivisione del territorio) e della provincia della Gallia Aquitania.
L'edificio era di forma ellittica e misurava 126 metri sull'asse maggiore e 102 sull'asse minore. Poteva accogliere da 12000 ai 15000 spettatori. Ha una struttura particolare, poiché parte della cavea, ovvero la zona delle gradinate, è per il lato est appoggiata su una collina, che venne scavata in modo da ottenere una forma corretta, mentre il lato ovest è sorretta da costruzioni. 
L'arena, ossia lo spiazzo dove avvenivano i combattimenti o le venationes, misurava 66,5 metri in lunghezza e 39 metri in larghezza, ed era divisa dagli spalti da un muro anch'esso ellittico alto 2 metri. Venne abbandonato dopo il IV secolo ed utilizzato come cava di materiale durante il Medioevo. I primi restauri dell'edificio si ebbero solo nel XX secolo, quando gran parte dell'anfiteatro era già stato distrutto. Restano attualmente alcuni resti delle sostruzioni e della cavea, oltre che lo spiazzo dell'arena.